# Victorino Otero
Victorino Otero Alonso (San Andrés de las Puentes, Torre del Bierzo, 1896 - Torrelavega, 30 de noviembre de 1982) fue un ciclista español, que fue profesional a las primeras décadas del siglo XX. Nacido en León, marchó con sus padres a Francia y después fue a vivir en Cantabria. Junto con Jaume Janer, fue el primer español a acabar el Tour de Francia, en la edición de 1924.
Una vez retirado, abrió una tienda de bicicletas a Torrelavega donde tiene una calle en su honor.

## Palmarés
- 1918
  - 1º en la Vuelta a Santander
  - 1º en el Sardinero
  - 1º en la Santoña-Castro-Santoña[5]
- 1919
  - 1º en Santander
- 1922
  - 1º en la Vuelta a Santander
- 1923
  - 1º en San Sebastián
- 1924
  - Campeón Provincial de Santander
  - 3º en la Volta a Cataluña
- 1925
  - Campeón Regional de Cantabria
  - 2º a la Vuelta en Andalucía y vencedor de una etapa
  - 1º en el Gran Premio Opel en Vendrell
- 1926
  - 3º a la Vuelta a Cantabria

### Resultados al Tour de Francia
- 1923. Abandona
- 1924. 42º de la clasificación general